# Res cogitans

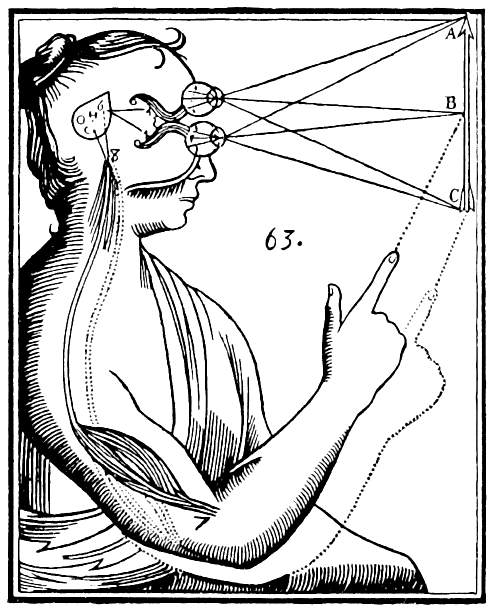
Tekening uit René Descartes' werk Traité de l'homme (Beschouwing over de mens), waarin de functie van de pijnappelklier wordt verondersteld

Res cogitans (Latijn voor denkende substantie) is bij René Descartes samen met res extensa een van de twee substanties waar hij onderscheid tussen maakt. Het begrip valt vrijwel samen met de betekenis van bewustzijn, geest, ziel of ik.
Met substantie bedoelt Descartes iets dat op zichzelf kan bestaan, iets dat niets anders nodig heeft dan zichzelf. In zijn zoektocht naar onbetwijfelbare kennis ging hij ervan uit dat denken niet op zichzelf kan bestaan, maar dat het een eigenschap is van een subject, en dat is het denkende ik, door Descartes ook ziel genoemd.
daaruit concludeerde ik dat ik een substantie was waarvan heel het wezen of de natuur slechts is dat ze denkt.— Discours de la méthode
 Wat Descartes hier beweert is niet dat hij een substantie is die onder meer de eigenschap denken heeft, maar dat hij een substantie is die uitsluitend als eigenschap denken heeft. Als denkende substantie is hij dus ook onafhankelijk van het lichaam (dat behoort tot de res extensa). Vandaar dat Descartes er als pure rationalist zoveel vertrouwen in had dat hij uitsluitend door zijn denken te gebruiken tot ware kennis kon komen. Het model dat hem daarbij voor ogen stond, was de wiskunde.